# Anectothemis apicalis
Anectothemis apicalis es la única especie del género Anectothemis, en la familia Libellulidae.
La presencia de esta especie se ha confirmado en Camerún y la República Democrática del Congo, mientras que es dudosa en el sureste de Nigeria.